# Братан Шукеров
Братан Стоянов Шукеров е български лекар, стоматолог. Участник в комунистическото съпротивително движение по време на Втората световна война, командир на Партизански отряд „Колю Шишманов“.

## Биография
Братан Шукеров е роден на 12 февруари 1912 г. в с. Устово, дн. квартал на Смолян. Майка му е Невена Хр. Вранчевска, родена в Асеновград. Баща му е Стоян Братанов Шукеров от с. Момчиловци. Завършва Райковската гимназия. Студент по стоматология в Медицинския факултет на Софийския университет. След дипломирането си специализира в Турция и Франция. Полиглот. Действуващ лекар-стоматолог в Смолян.
Участва в комунистическото съпротивително движение по време на Втората световна война. Секретар на Смолянската организация на БРП (к). Поддържа Родинското движение в Родопите. Организатор и командир на Смолянския Партизански отряд „Колю Шишманов“.
В края на август 1944 година заедно с командира на Втора Пловдивска въстаническа оперативна зона Иван Радев, уговаря с Иън Макфърсън от английската военна мисия за взаимодействие с НОВА спускане на английско оръжие. На 3 септември 1944 г. в очакване на спускането, заедно с партизанина Кирил Василев извършва нощна проверка на сигналните огньове. От оръжието на Кирил Василев (английски картечен пистолет „Стен“) е произведен при падане единичен изстрел, който ранява Братан Шукеров. На 9 септември 1944 г. е настанен за лечение в болницата в Устово. Умира от раната си на 23 септември 1944 г.
В негова памет, Смолянската многопрофилна болница за активно лечение е наименувана МБАЛ „д-р Братан Шукеров“ АД. Неговото име носи и Стоматологията в гр. Смолян.